# Dallas Cowboys 2008
La stagione 2008 dei Dallas Cowboys è stata la 49ª della franchigia nella National Football League e l'ultima giocata al Texas Stadium.

## Scelte nel Draft 2008
| Ordine | Ordine | Giocatore         | Ruolo         | College          |
| Giro   | Scelta | Giocatore         | Ruolo         | College          |
| ------ | ------ | ----------------- | ------------- | ---------------- |
| 1      | 22     | Felix Jones       | Running back  | Arkansas         |
| 1      | 25     | Mike Jenkins      | Cornerback    | South Florida    |
| 2      | 61     | Martellus Bennett | Tight end     | Texas A&M        |
| 4      | 122    | Tashard Choice    | Running back  | Georgia Tech     |
| 5      | 143    | Orlando Scandrick | Cornerback    | Boise State      |
| 6      | 167    | Erik Walden       | Defensive end | Middle Tennessee |

## Calendario

### Stagione regolare

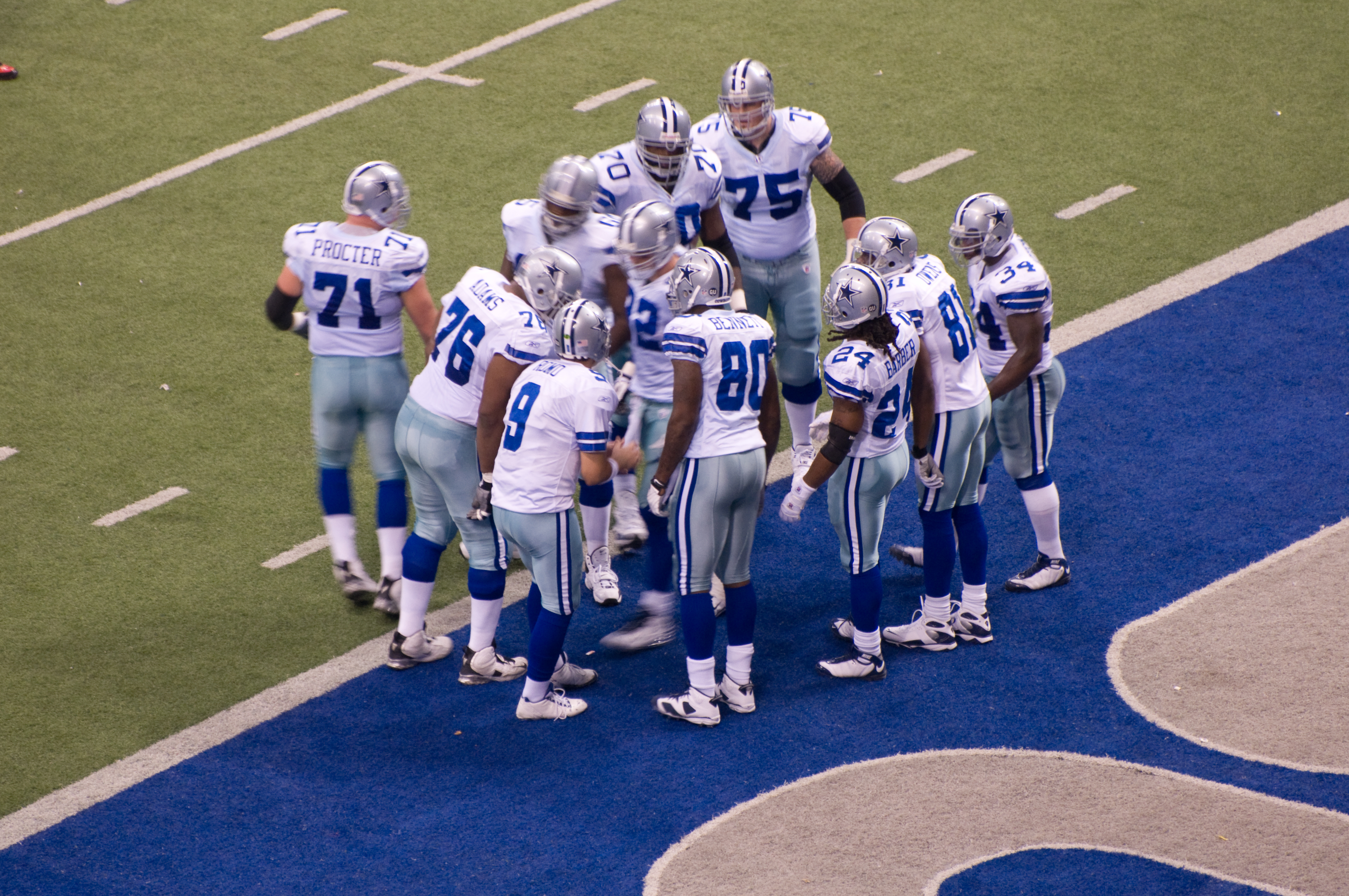
La gara del 4 dicembre contro i New York Giants.

| Turno | Data               | Ora (CST)          | Avversario             | Risultato          | Stadio                        | Record             | NFL Recap          |
| ----- | ------------------ | ------------------ | ---------------------- | ------------------ | ----------------------------- | ------------------ | ------------------ |
| 1     | 7/9/2008           | 3:15 p.m.          | at Cleveland Browns    | V, 28–10           | Cleveland Browns Stadium      | 1–0                | Recap              |
| 2     | 15/9/2008          | 7:15 p.m.          | Philadelphia Eagles    | V, 41–37           | Texas Stadium                 | 2–0                | Recap              |
| 3     | 21/9/2008          | 7:15 p.m.          | at Green Bay Packers   | V, 27–16           | Lambeau Field                 | 3–0                | Recap              |
| 4     | 28/9/2008          | 3:15 p.m.          | Washington Redskins    | S, 26–24           | Texas Stadium                 | 3–1                | Recap              |
| 5     | 5/10/2008          | 3:15 p.m.          | Cincinnati Bengals     | V, 31–22           | Texas Stadium                 | 4–1                | Recap              |
| 6     | 12/10/2008         | 3:15 p.m.          | at Arizona Cardinals   | S, 30–24DTS        | University of Phoenix Stadium | 4–2                | Recap              |
| 7     | 19/10/2008         | 12:00 p.m.         | at St. Louis Rams      | S, 14–34           | Edward Jones Dome             | 4–3                | Recap              |
| 8     | 26/10/2008         | 12:00 p.m.         | Tampa Bay Buccaneers   | V, 13–9            | Texas Stadium                 | 5–3                | Recap              |
| 9     | 2/11/2008          | 3:15 p.m.          | at New York Giants     | S, 14–35           | Giants Stadium                | 5–4                | Recap              |
| 10    | Settimana di pausa | Settimana di pausa | Settimana di pausa     | Settimana di pausa | Settimana di pausa            | Settimana di pausa | Settimana di pausa |
| 11    | 16/11/2008         | 7:15 p.m.          | at Washington Redskins | V, 14–10           | FedExField                    | 6–4                | Recap              |
| 12    | 23/11/2008         | 12:00 p.m.         | San Francisco 49ers    | V, 35–22           | Texas Stadium                 | 7–4                | Recap              |
| 13    | 27/11/2008         | 3:15 p.m.          | Seattle Seahawks       | V, 34–9            | Texas Stadium                 | 8–4                | Recap              |
| 14    | 7/12/2008          | 3:15 p.m.          | at Pittsburgh Steelers | S, 13–20           | Heinz Field                   | 8–5                | Recap              |
| 15    | 14/12/2008         | 7:15 p.m.          | New York Giants        | V, 20–8            | Texas Stadium                 | 9–5                | Recap              |
| 16    | 20/12/2008         | 7:15 p.m.          | Baltimore Ravens       | S, 33–24           | Texas Stadium                 | 9–6                | Recap              |
| 17    | 28/12/2008         | 3:15 p.m.          | at Philadelphia Eagles | S, 44–6            | Lincoln Financial Field       | 9–7                | Recap              |